# Hệ thống canh tác Subak
Subak là hệ thống quản lý nước (thủy lợi) cho các cánh đồng lúa ở đảo Bali, Indonesia đã phát triển hơn 1.000 năm trước. Trên đảo Bali, thủy lợi không chỉ đơn giản là cung cấp nước cho cây trồng, mà nước còn được sử dụng để xây dựng một hệ sinh thái nhân tạo phức tạp. Các ruộng lúa ở Bali được xây dựng xung quanh "đền thờ nước" và việc phân phối nước được thực hiện bởi một thầy tế.

## Mô tả
Cảnh quan văn hóa của Bali bao gồm 5 ruộng bậc thang và các đền thờ nước của chúng, chiếm diện tích 19.500 ha. Các ngôi đền là trọng tâm của một hệ thống hợp tác quản lý nước, gồm các kênh mương; đập tràn, được gọi là subak. Subak được nhắc đến từ thế kỷ 9. Cũng bao gồm trong cảnh quan này là đền thờ nước Hoàng gia Pura Taman Ayun xây dựng trong thế kỷ 18, dinh thự kiến trúc lớn nhất và ấn tượng nhất thuộc loại hình này trên hòn đảo.
Subak phản ánh khái niệm triết lý Tri Hita Karana, gộp các lĩnh vực tinh thần, thế giới con người và thiên nhiên lại cùng nhau. Triết lý này sinh ra từ sự trao đổi văn hóa giữa Bali và Ấn Độ trong vòng trên 2.000 năm qua và nó đã định hình cảnh quan của Bali. Hệ thống subak của tập quán canh tác dân chủ và bình đẳng đã cho phép người Bali trở thành những người trồng lúa sung mãn nhất trên quần đảo Indonesia, mặc cho những thách thức của việc phải nuôi một lượng dân cư lớn.
Tổng cộng Bali có khoảng 1.200 tổ hợp tác xã nước và từ 50 tới 400 nông dân quản lý việc cung cấp nước từ một nguồn nước. Di sản thế giới này bao gồm 5 khu vực làm ví dụ minh họa cho các thành phần tự nhiên, tôn giáo và văn hóa kết nối liên thông của hệ thống subak truyền thống, nơi mà hệ thống subak vẫn còn vận hành hoàn hảo, nơi nông dân vẫn trồng lúa theo kiểu truyền thống của Bali mà không cần sự trợ giúp của phân bón hay thuốc trừ sâu, và nơi mà cảnh quan tổng thể được coi là có ý nghĩa thiêng liêng.
Các khu vực này bao gồm:
- Đền thờ nước tối cao Pura Ulun Danu Batur bên rìa hồ Batur, với hồ nguồn gốc miệng núi lửa này được coi là nguồn gốc tối hậu của mỗi con sông con suối.
- Cảnh quan subak lưu vực sông Pakerisan, hệ thống thủy lợi lâu đời nhất được biết đến ở Bali.
- Cảnh quan subak Catur Angga Batukaru, với các ruộng bậc thang được đề cập trong bản khắc thế kỷ 10, làm cho chúng nằm trong số những thứ cổ nhất ở Bali và là ví dụ điển hình của kiến trúc đền miếu cổ điển của Bali.
- Đền thờ nước Hoàng gia Pura Taman Ayun, ngôi đền nước lớn nhất và có kiến trúc nổi bật nhất trong khu vực, là ví dụ minh hoạ cho sự mở rộng tối đa của hệ thống subak dưới thời vương quốc Bali lớn nhất trong thế kỷ 19.

Các thành phần của subak cũng bao gồm các khu rừng bảo vệ nguồn cung cấp nước, cảnh quan ruộng bậc thang, các ruộng lúa được nối liền bằng một hệ thống kênh mương, đường hầm và đập tràn, làng xóm, và các đền thờ với kích thước và tầm quan trọng khác nhau, đánh dấu hoặc là nguồn nước hoặc là đường chảy qua đền thờ trên đường chảy xuống để tưới cho đất đai của hệ thống subak.

## Hệ thống
Subak là một hệ thống thủy lợi  sinh thái có tính bền vững truyền thống gắn liền với xã hội nông nghiệp Bali, gắn kết xã hội nông nghiệp Bali với nhau trong phạm vi trung tâm cộng đồng (bale Banjar trong tiếng Bali) của làng xóm và các đền thờ Bali. Việc quản lý nước thuộc thẩm quyền của các thầy tế trong các đền thờ nước, gắn với triết lý Tri Hita Karana, thể hiện mối quan hệ giữa người, đất và thần, một phương pháp cổ xưa được các rishi (tiên nhân) của Ấn Độ giáo tuân theo tại Ấn Độ.

## Đe dọa
Từ những năm 1960, Bali đã thu hút khách du lịch trên toàn thế giới như một biểu tượng của du lịch Indonesia. Ước tính cho thấy khoảng 1.000 ha ruộng lúa được chuyển đổi thành nhà cửa và các cơ sở du lịch mỗi năm đã đe dọa đến hệ thống canh tác lâu đời này. Năm 1981, Bảo tàng Subak được thành lập tại Tabanan, Bali. Vào tháng 6 năm 2012, hệ thống canh tác Subak cuối cùng đã đưa vào danh sách di sản thế giới của UNESCO.

## Hình ảnh

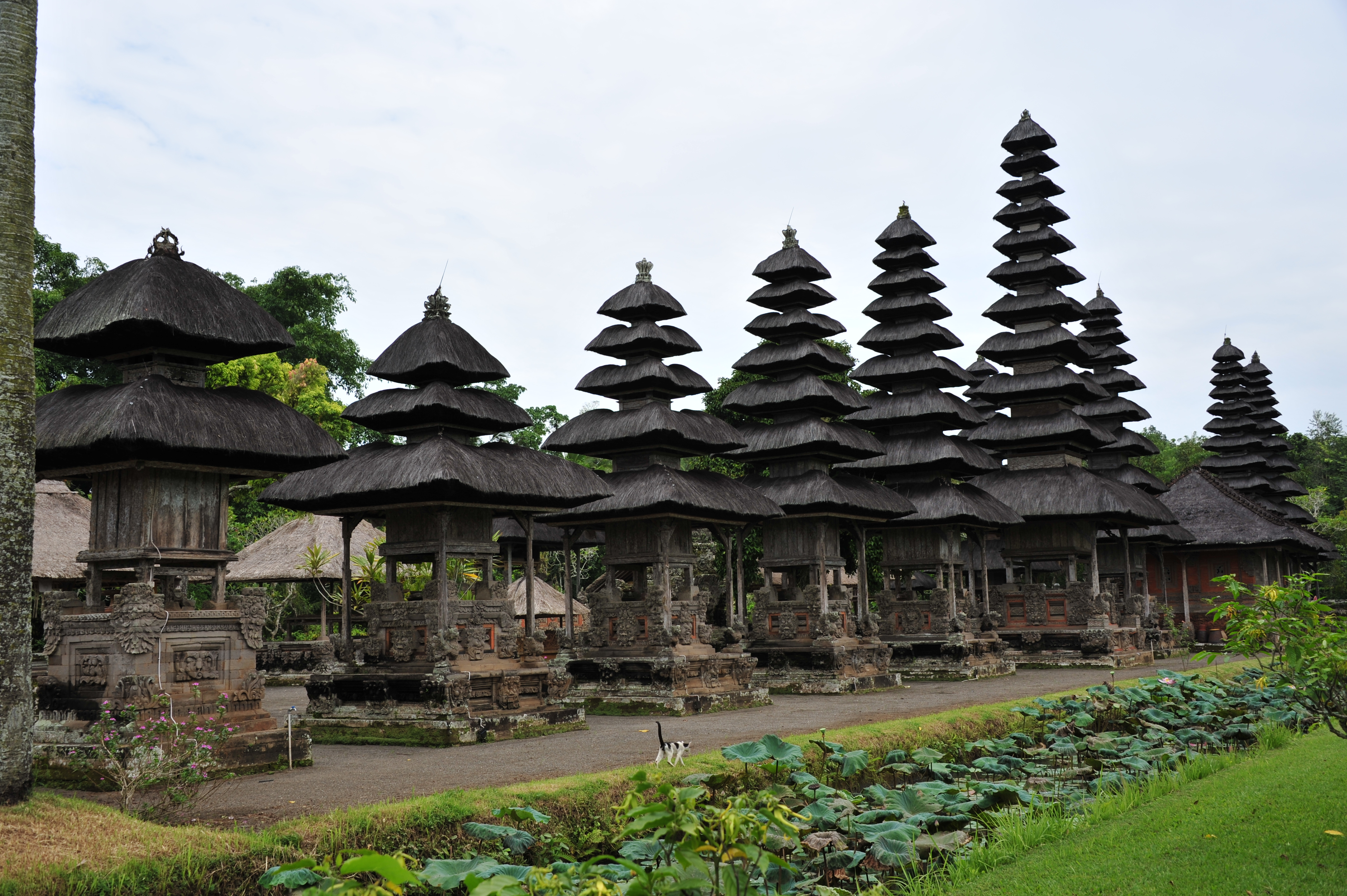
Pura Taman Ayun
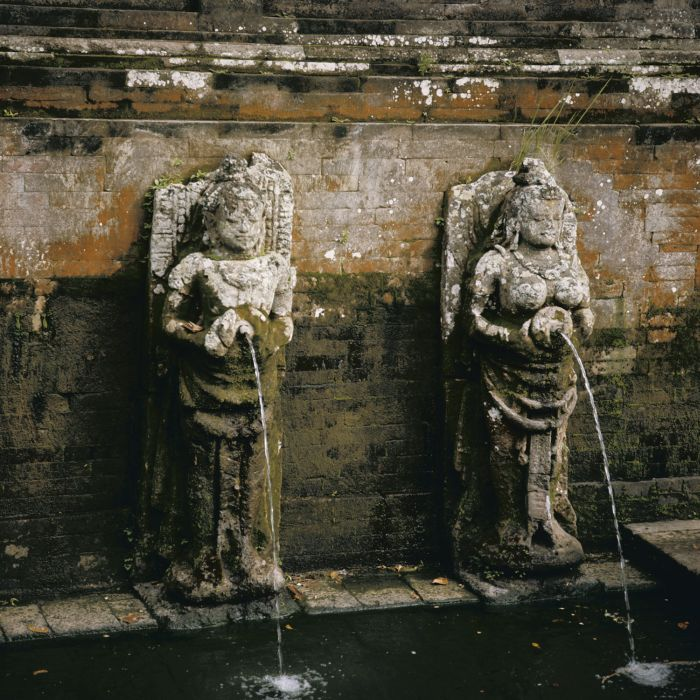
Bức tượng phun nước Bali ở Goa Gajah (hồ bơi thiêng liêng).
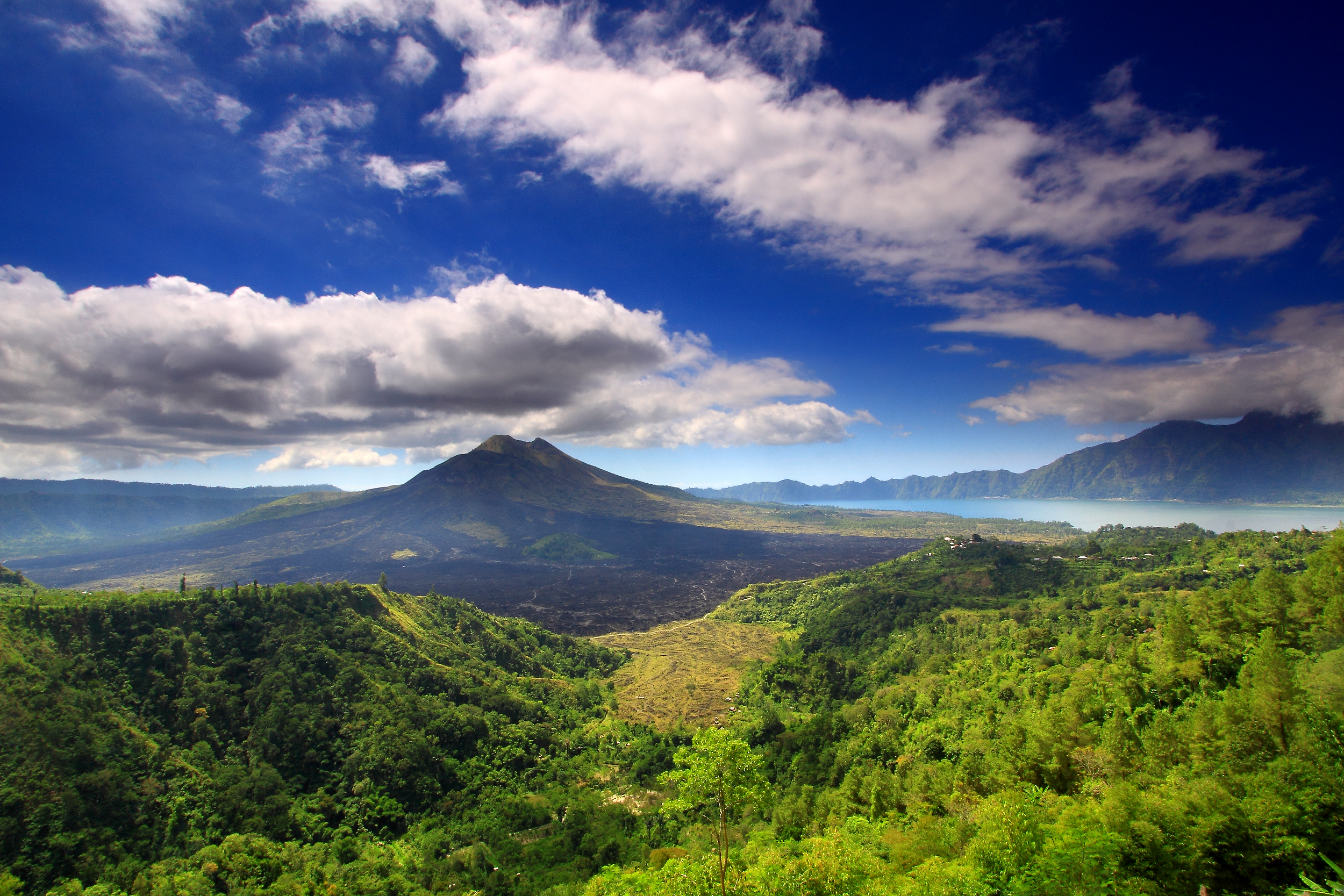
Hồ Batur
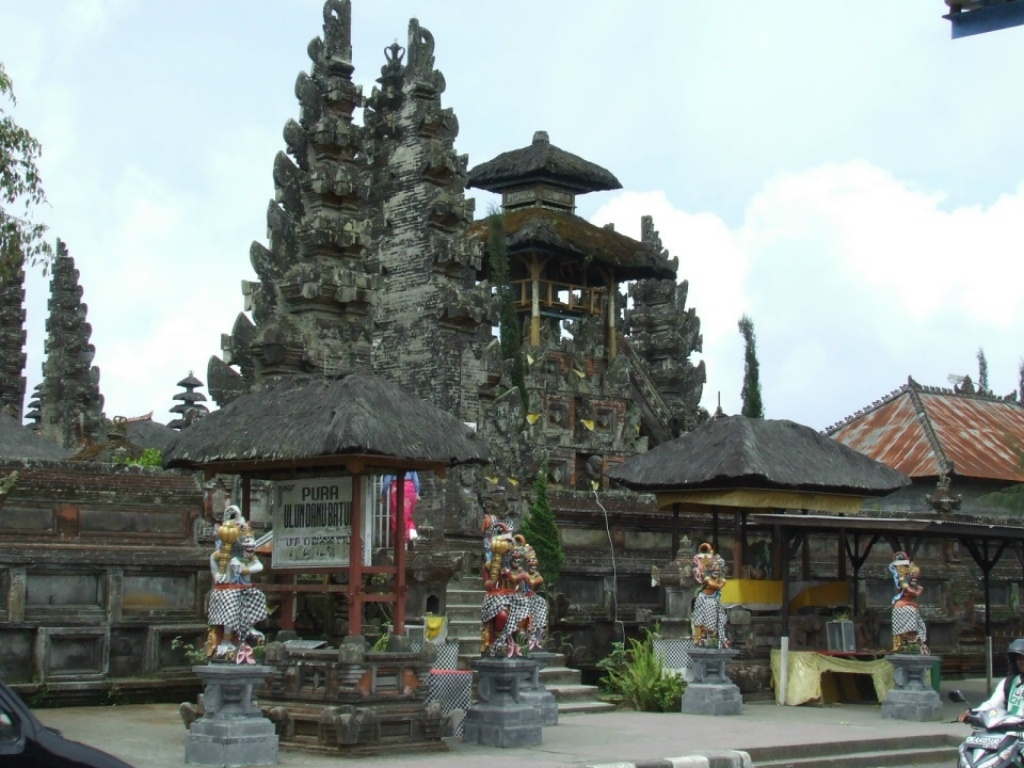
Đền Ulun Danu Batur
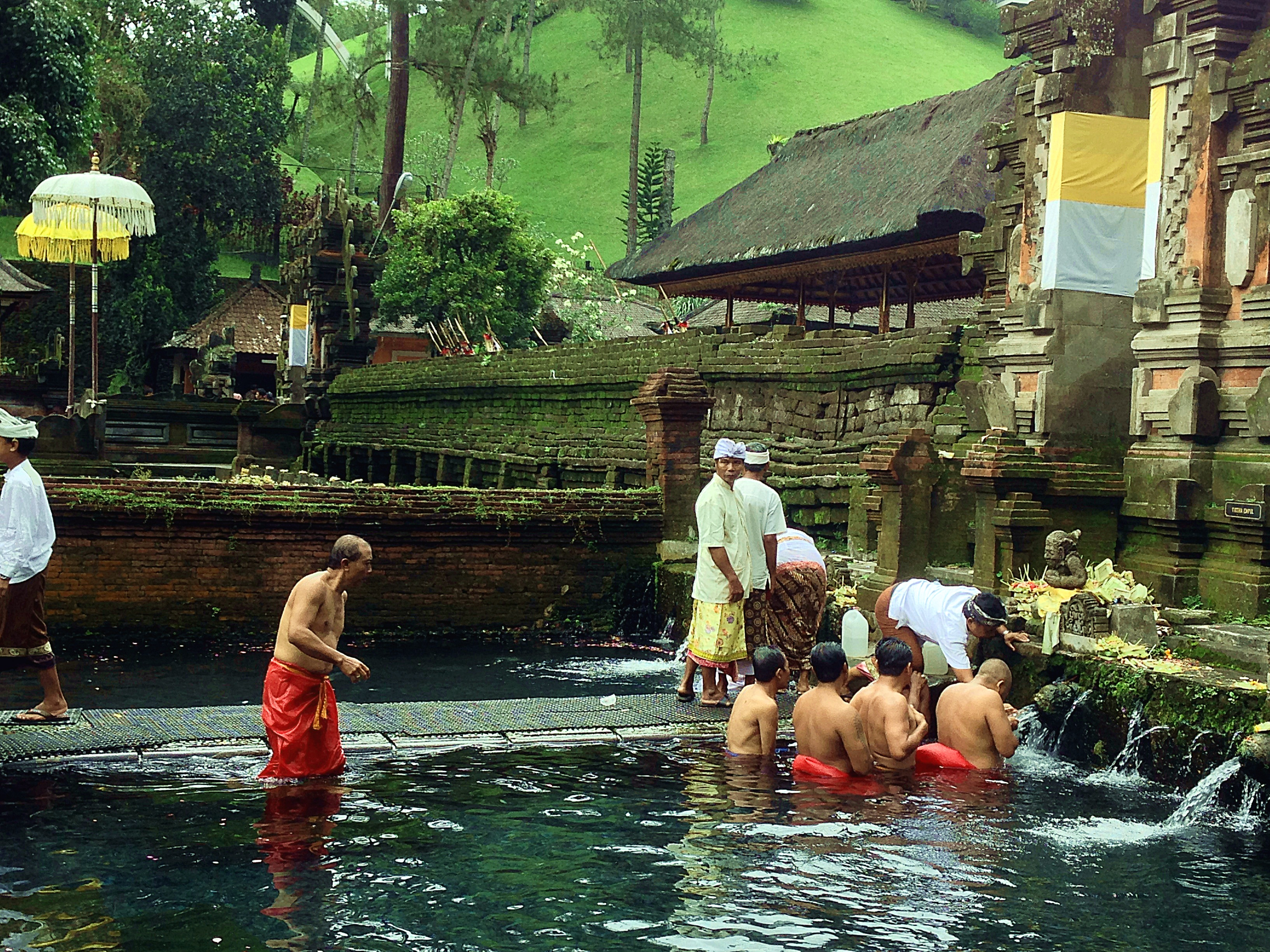
Đền Tirta Empul
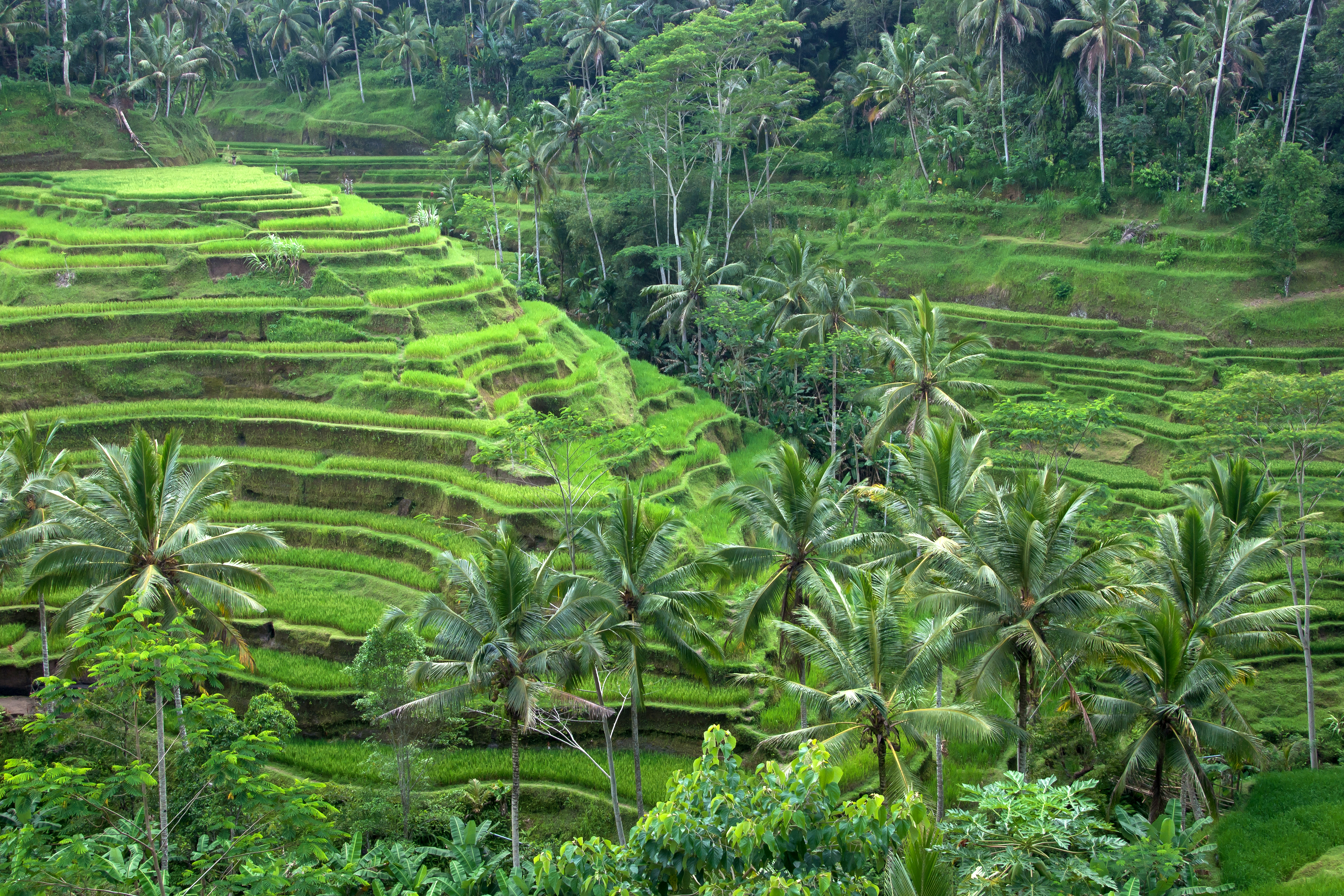
Ruộng bậc thang lúa tại Tegalalang, Gianyar